# Casalmaiocco
Casalmaiocco ist eine Gemeinde mit 3179 Einwohnern (Stand 31. Dezember 2023) in der Provinz Lodi in der italienischen Region Lombardei.

## Ortsteile
Im Gemeindegebiet liegt neben dem Hauptort die Fraktion Cologno.